# 劉士璉 (崇禎進士)
劉士璉（1604年—？），字叔恢，號席白，遼東復州衛軍籍，江西吉安府泰和縣人，明朝、南明政治人物。

## 生平
劉士璉是萬曆二十三年進士劉國縉的從子，崇禎三年（1630年）庚午科順天鄉試第五名舉人，四年（1631年）中式辛未科會試第十五名，三甲第二十三名進士。刑部觀政，授平陽府推官，九年（1636年）升禮部儀制司主事，十年（1637年）升禮部主客司員外郎，十一年（1638年）升郎中，十二年（1639年）出為平陽府知府，十三年（1640年）升河南布政使司右參議，改四川按察司僉事、兵備下川南，十七年（1644年）發敘州府兵馬三千人協助蜀王朱至澍守衛成都府，弘光元年（1645年）升浙江按察司副使、兵備寧紹。

## 家族
曾祖劉承德；祖父劉夢元，封監察御史；伯父劉國縉，山東按察司副使；父劉國紳，知縣。弟劉士瑯，保德州學正。

## 引用
1. ↑  民國《奉天通志·卷一百五十四·選舉志一》：崇禎四年辛未科陳于泰榜 劉士璉 三甲二十三名，遼東復州衛籍，江西泰和縣人。《江西通志》云崇禎間任平陽府推官，歷平陽知府。按士璉是劉國縉之從子。
2. ↑  民國《奉天通志·卷一百五十五·選舉志二》：崇禎三年庚午科（舉人）……劉士璉 復州衛籍，辛未進士。
3. ↑  《崇禎四年辛未科進士三代履歷》：劉士璉，席白，禮記，癸卯十二月二十七日生。復州衛人，庚午五名，會十五，三甲二十三名。刑部政，授平陽府推官，丙子升儀制司主事，丁丑升主客司員外，戊寅升本司郎中，庚辰升河南右參議。曾祖承德，庠生。祖夢元，封御史。父國紳，知縣。
4. ↑  民國《奉天通志·卷一百八十·人物志八》：劉士璉，復州衛人，崇禎辛未進士。崇禎間授平陽推官，慈祥愷悌，多所平反，遷平陽知府。
5. ↑  錢海岳《南明史·卷三十五·列傳第十一》：（弘光）時閩浙司道：……劉士璉，復州衛人。崇禎四年進士。下川南僉事，發敘馬兵三千守成都。調寧紹副使。
6. ↑  民國《奉天通志·卷一百八十·人物志八》：弟士瑯，貢生，任山西保德州學正。 《遼海志略》、《全遼志提名錄》皆作崇禎辛未進士。